# The Scrapper
The Scrapper —título en inglés traducible como «El peleón» o «El pendenciero»— fue un cortometraje estadounidense de 1917 hoy perdido. A veces es denominado en español como El luchador. Fue dirigido y protagonizado por Jack Ford, quien años más tarde llegó a ser famoso director de cine firmando como John Ford. Parece que era un wéstern de dos rollos de duración producido por 101 Bison para Universal. Aunque está claro que no fue la primera película dirigida por Ford, sí es la primera en la que no se discute este dato.

## Antecedentes
En 1917, el joven Jack Ford había pasado de trabajar junto a su hermano, el director Francis Ford, a dirigir uno o dos cortometrajes: The Tornado y The Trail of Hate. Hay discrepancias entre los estudiosos de la obra del director acerca de si uno y otro fueron realmente dirigidos por el joven Jack o todavía lo fueron por su hermano Francis, por lo que se discute cuál fue su opera prima.
La entrada de los Estados Unidos en la Gran Guerra no conllevó la movilización de Ford, ya que la industria cinematográfica era considerada esencial para la propaganda. Muy al contrario, la expansión que el cine experimentó durante el conflicto le proporcionó al joven cineasta la oportunidad de consolidarse como director.

## Sinopsis
El rudo vaquero Buck salva a la maestra Helen. Sin embargo, esta rechaza sus proposiciones y, cansada de la vida en el campo, se traslada a la ciudad. Allí es utilizada por el proxeneta Martin y la madama del prostíbulo Marta Hayes para engañar al coronel Stanton. Cuando Buck conduce un rebaño de reses a la ciudad, conoce a una prostituta que le conduce al burdel donde se encuentra Helen en el instante en que está siendo víctima de una agresión. Buck y sus camaradas se enfrentan a los explotadores, liberan a la chica y ambos jóvenes parten de regreso al oeste.

## Reparto
Al igual que ocurriera en The Trail of Hate, hay división de opiniones entre los autores acerca de si el papel protagonista fue interpretado por Jack o por Francis Ford. Teniendo en cuenta la imposibilidad de disipar las dudas debido a la pérdida de la película, el reparto sería el siguiente:
| Actor                    | Rol          |
| ------------------------ | ------------ |
| Jack Ford o Francis Ford | Buck Logan   |
| Louise Granville         | Helen Dawson |
| Duke Worne               | Jerry Martin |
| Jean Hathaway            | Martha Hayes |

## Recepción
La película fue estrenada el 9 de junio de 1917. Al igual que The Tornado y The Trail of Hate, The Scrapper fue una producción de 101 Bison para Universal y se han perdido todas las copias. No obstante, por lo que se conoce del argumento, este parece haber sido totalmente católico en su tratamiento de la sexualidad ya que Helen es totalmente inocente incluso cuando se encuentra en un burdel rodeada de prostitutas. Por otro lado, el filme tuvo una sonora recepción en Portland, la localidad de la que procedía Ford. Sus padres y hermanos parecieron encantados de verle en pantalla, a juzgar por lo que le contó su hermana Josephine en una carta. En el cine del pueblo se tachaba el apellido artístico «Ford» de los carteles y se sustituía por el auténtico, Feeney.
Puede que el productor Carl Laemmle o el propio Ford tuvieran dudas acerca de las cualidades interpretativas de este, porque para entonces el joven Jack ya se encontraba dirigiendo su siguiente película, The Soul Herder, protagonizada por Harry Carey. El semanario de la Universal publicó medio en broma el siguiente comentario: «Durante mucho tiempo, cuando la gente oía ‘Ford’ en relación con una película, se preguntaba: ‘¿Ford? ¿Tiene algo que ver con Francis?’. Dentro de poco tiempo, salvo que fallen todos los pronósticos, dirá: ‘¿Ford? ¿Tiene algo que ver con Jack?’.».